# 이반 실라예프

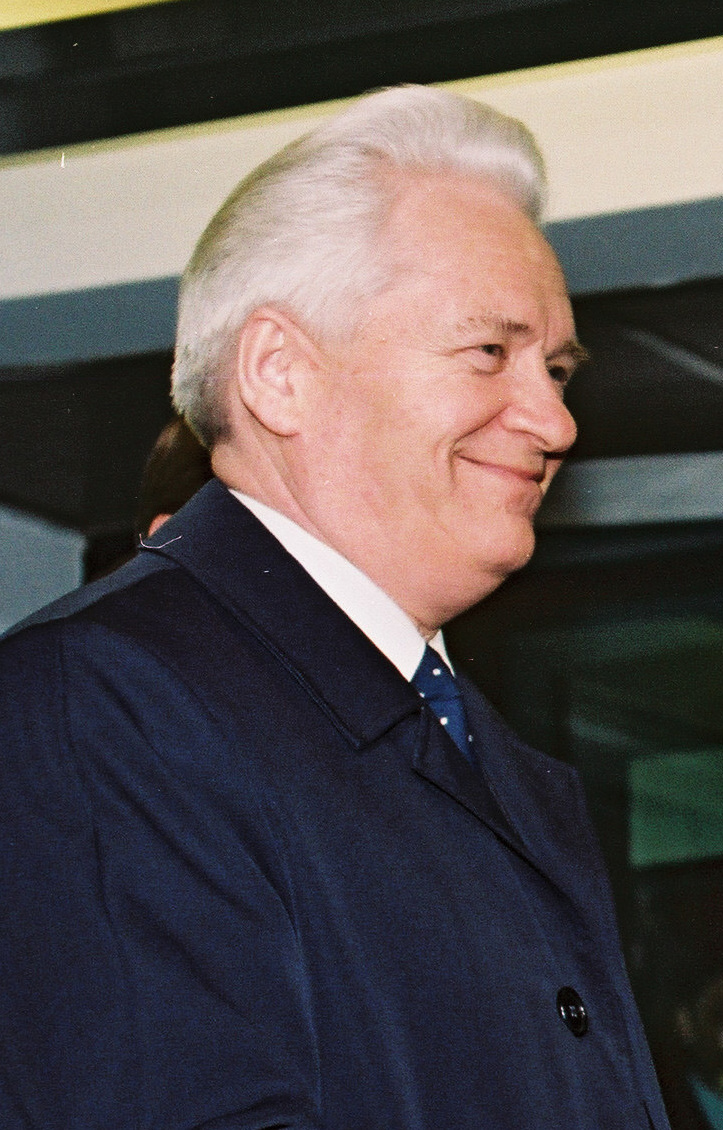
이반 실라예프 (1991년)

이반 스테파노비치 실라예프(Ива́н Степа́нович Сила́ев, 1930년 10월 21일 ~ 2023년 2월 8일)는 소비에트 연방과 러시아의 정치인이다. 보리스 옐친 아래에서 1990년 6월 ~ 1991년 9월 러시아의 총리를 지냈으며, 8월 쿠데타 이후, 1991년 9월 ~ 1991년 12월 소비에트 연방 국민경제관리위원회 위원장을 지냈다.
소련 러시아 소비에트 연방 사회주의 공화국의 니즈니노브고로트 주에서 태어나, 1954년 카잔 항공 대학교를 졸업하고 항공기 제조 공장, 소비에트 연방 항공공업부를 거쳐 항공공업부 장관을 역임했다. 1985년 미하일 고르바초프 서기장 밑에서 소련 부총리, 기계제작본부의장을 겸임하였다. 반체제인사 보리스 옐친 최고회의의장(훗날 러시아 대통령)과 소비에트 연방의 보수파 이반 프로즈코프 공산당 제1서기 사이에 있었던 실라예프는, 중간 세력인 고르바초프 세력에 위치한 경제 실무 책임자였다.
1991년 9월 신설된 소비에트 연방 국민경제관리위원회의 위원장이 되었다. 소비에트 연방 붕괴 이후 러시아의 유럽 연합 대표를 역임하였다.